# Journal de 20 heures (TF1)
Das Journal de 20 heures de TF1 (Kurzform Le 20H) ist die tägliche Nachrichtensendung des ersten Kanals des französischen Fernsehens TF1, täglich live ab 19.59 Uhr. Die Sendung hat die höchsten Einschaltquoten bei Fernsehnachrichten. Es entstand aus der Vorgängersendung TF1 Actualités.

## Geschichte
Seit 2006 ist das Journal de 20 heures de TF1 die meistgesehene Fernsehnachrichtensendung Europas. Sie wird im Durchschnitt von 6,53 Mio. Franzosen, 26,4 % der Bevölkerung, darunter 23,3 % Frauen unter 50 Jahren gesehen.
Das Programm wurde zunächst live von den Studios von Billancourt in Boulogne-Billancourt im Südwesten von Paris der TF1 ausgestrahlt. Zu Beginn von 1981 bis Juni 1992 wird live aus den Studios in der rue Cognacq-Jay 13-15 im 7. Pariser Arrondissement gesendet.
Seit 1990 ist das Hauptthema eine Komposition von Gabriel Yared. Dieses Hauptthema könnte eine Neuorchestrierung eines Soundtracks von Der Weiße Hai von Steven Spielberg (komponiert 1975 von John Williams) sein.

## Präsentatoren
Gilles Bouleau präsentiert die 20-Uhr-Nachrichten seit dem 4. Juni 2012, von Montag bis Donnerstag. Während seiner Abwesenheit wird er von Julien Arnaud ersetzt. Anne-Claire Coudray löste seit dem 18. September 2015 die langjährige Präsentatorin Claire Chazal der 20-Uhr-Nachrichten am Wochenende (JTWE, Journal télévisé du weekend) von Freitag bis Sonntag ab. Während ihrer Abwesenheit wird sie von Audrey Crespo-Mara ersetzt.